# Гримальди, Франческо
Франческо (Франсуа) Гримальди «Хитрец» (итал. Francesco Grimaldi La Malizia, фр. François Grimaldi le Rusé, ум. 1309) — член генуэзской семьи Гримальди, захвативший принадлежавшую гибеллинам крепость Монако. Считается основателем правящей в Монако княжеской династии.
По легенде, 8 января 1297 года Гримальди с группой сторонников, переодетых монахами, постучали в ворота крепости. После того, как их впустили, «монахи» выхватили из-под ряс мечи и с боем захватили крепость. Это событие отображено на гербе Монако, на котором в качестве щитодержателей изображены два монаха с мечами.
Был женат на вдове своего дяди Ланфранко Гримальди — Аурелии дель Карретто. Захватив Монако, передал крепость под управление своему пасынку (и, одновременно — двоюродному брату) Ренье.